# Negroïde

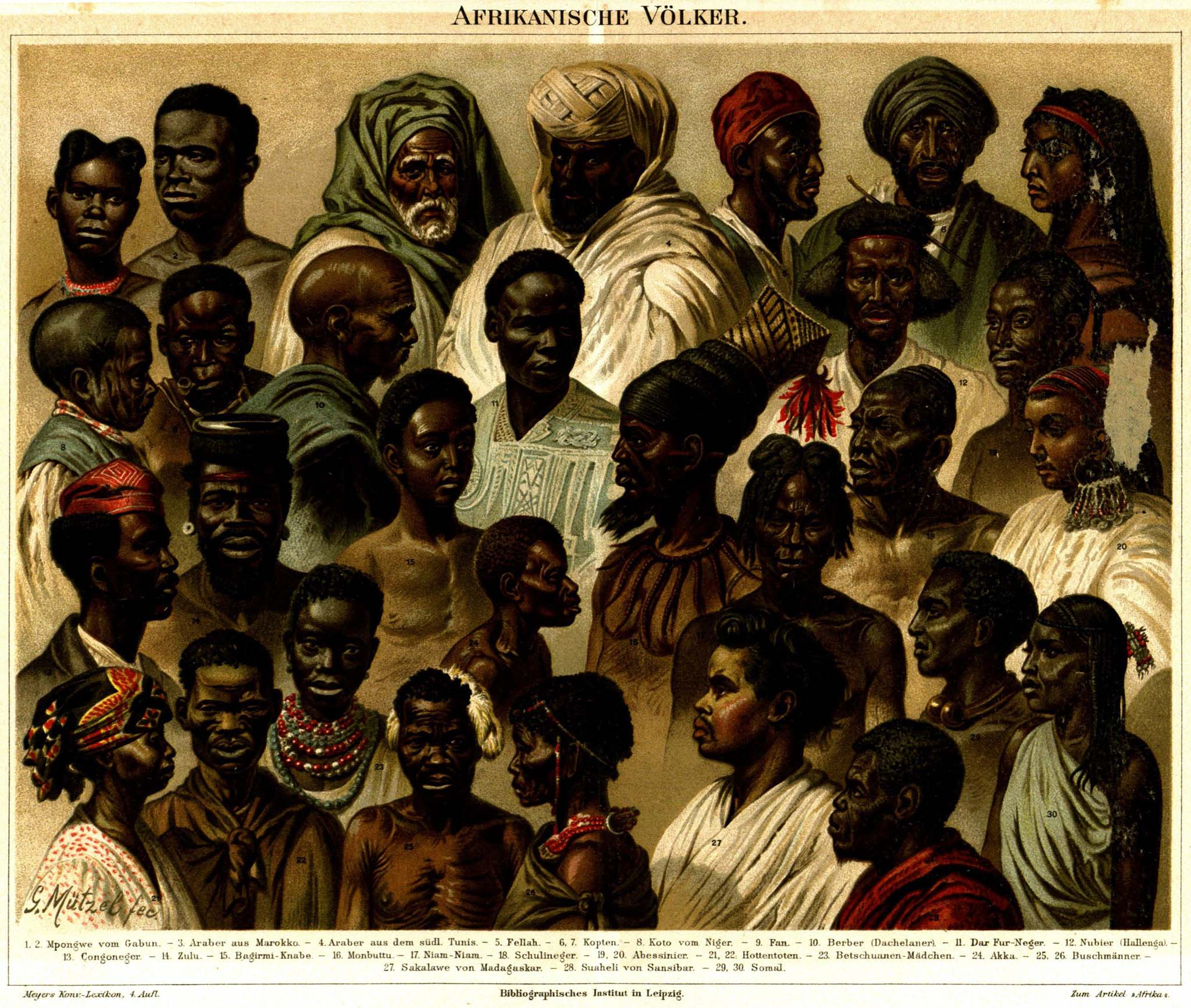
"Afrikaanse volkeren" uit de vierde editie van Meyers Konversations-Lexikon (1885-'90)

Negroïde is een verouderde raciale groepering van een reeks van donkerhuidige Afrikaanse en Oceanische bevolkingen, die het grootste gedeelte van het Afrikaanse continent (Sub-Saharisch Afrika) en het Oceanische Melanesië bewonen. Biologisch gezien bestaan er naar hedendaagse wetenschappelijke inzichten binnen de soort Homo sapiens echter geen rassen.
De Encyclopædia Britannica van 1911 beschrijft de lichamelijke kenmerken van negroïde mensen onder meer als: een brede, vlakke neus, kroeshaar en een donker-gepigmenteerde huid, vaak met een zware, langwerpige schedel met ronde oogkassen.
Het negroïde ras behoorde volgens de antropologische wetenschap tot de drie grote rassen, naast het kaukasische en het mongoolse ras. De term is afgeleid van negro dat zwart betekent in het Spaans en Portugees, wat weer afgeleid is van het Latijnse niger.
De term werd, samen met andere, gebruikt om mensen in groepen in te delen op basis van uiterlijke kenmerken.
De termen negroid en negro worden in het Engels betwist vanwege de verbintenis met racisme. Vanwege negatieve connotaties wordt in Angelsaksisch onderzoek het woord africoid gebruikt, en af en toe congoloid. De term negroïde wordt als classificatie nog gebruikt in de medische wereld en de forensische antropologie. Voor donkere oceanische volkeren zoals de melanesische volkeren wordt ook de term melanoïde gebruikt.